# Dendromus leucostomus
Dendromus leucostomus är en gnagare i släktet egentliga trädmöss som förekommer i Angola. Den är nära släkt med Dendromus melanotis och klassificeras bland annat av IUCN som synonym.
Kroppslängden (huvud och bål) är 63 till 77 mm, svanslängden är 57 till 80 mm och bakfötterna är ungefär 17 mm långa. Viktuppgifter saknas. Den långa och mjuka pälsen på ovansidan har en brun färg och på undersidan förekommer vit päls. I motsats till Dendromus melanotis har arten ingen längsgående mörk strimma på ryggen. Vid framtassen är andra till fjärde fingret full utvecklade och utrustade med långa klor. Första och femte fingret är små. Även vid bakfoten är första tån liten och den femte är motsättlig. Svansen kan användas som gripverktyg.
Exemplar hittades i Angola i kommunen Caluquembe. Det saknas informationer angående habitatet och levnadssättet.